# Словенски език
Словенският език (slovenščina) принадлежи към групата на южнославянските езици.
За неговата фонетика са характерни рефлексите č < *tj (koča < kątĭa) и j < *dj (meja < medĭa), а за морфологията му – запазеното двойствено число. Той е официален език в Република Словения. На него говорят още и словенските малцинства в Североизточна Италия, Югоизточна Австрия и Унгария. Словенският език, по броя на хората, които говорят на него, е сред най-малките славянски езици – използват го едва около 2 млн. души. Обаче по отношение на диалектите той е може би по-интересен и от големите славянски езици: в него има повече от 40 наречия и говори, разделени в седем основни диалектни групи: корошка, приморска, ровтарска, горенска, доленска, щаерска (щирийска) и панонска. Това деление е резултат на хилядолетното историческо развитие, насочвано и определяно от много вътрешни и външни фактори, за много от които можем само да предполагаме. Един от тях е самото заселване на словенците от две посоки, и, вероятно, от две различни славянски племена – от север през Карпатите, и от югоизток по Сава и Драва нагоре.
През цялото средновековие словенският е силно застрашен от германизация и романизация, като неговата езикова територия постоянно се стеснява. Поради неблагоприятните исторически условия словенският език до средата на 16 век е почти изключително език на устното общуване на народа. Неговите обществени функции дотогава са ограничени в църковната и отчасти в юридическата сфера.

## Развой на словенския език

### Първи период
Историята на словенския език започва преди повече от 1300 години, когато предците на днешните словенци – обикновено наричани алпийски славяни – пристигайки от праславянската родина отвъд Карпатите, се заселват в днешните и някога много по-големи територии в Алпите, Крас и югозападната част на Панонската низина. Те донасят със себе си един от диалектите на праславянския език, който тогава все още е общ за всички славяни. През този период вокалната система обхваща 11 гласни: четири кратки: е, о, ь, ъ и седем дълги – пет орални (i, y, u, ě, a) и две назални (ę, ą). Освен в групите tert, (t)ort, telt, (t)olt, всички срички в думите са отворени, т.е. завършват на гласна. Съществуват 6 типа ударения: две дълги възходящи, две дълги низходящи, кратко възходящо и кратко низходящо ударение. Три от тях възникват след т.нар. славянска метатония и в бъдещия развой на словенския език претърпяват промени, различни от старите наследени ударения, като в крайна сметка се уеднаквяват помежду си, така че сега например между старото и новото дълго възходящо ударение няма никаква разлика. През този период мястото на ударението в думите все още е праславянското и съществено се различава от това в съвременния словенски език, което е плод на множество по-късни премествания. Подобно на вокалната, консонантната система в алпийския славянски също е все още като праславянската, състои се от преградни: p, b, t, d, k, g, преградно-проходни: s, z, x и сонорни: ĭ, ŭ, m, n, l, r, като в зависимост от това дали съгласните са пред палатални, или непалатални гласни, биват или твърди, или меки, включително и палаталните съгласни: ĺ, ń, ŕ, ť, ď, č’, ž’, š’, ć, ź, ś. През този период все още не съществуват лабиодентално v, както и f и j.
Доказателство за горното са историческите езикови контакти между алпийските славяни и коренното романско население и романизирани келти и илири, от които алпийските славяни заемат много имена, особено топоними, имена на реки, области и т.н. Начинът на заемане на такива имена и фонемната субституция на неславянски звукове със славянски, ни дава представа за фонетичното и акцентуалното състояние на тогавашния език на алпийските славяни. По-късно към тези езикови контакти се присъединяват и контактите между алпийските славяни с германските баварци. При това последните твърде често заемат по свой начин и записват алпийскославянски имена, от които можем да направим заключение за фонетичното състояние в алпийския славянски.
За морфологията на алпийския славянски през този период няма писмени свидетелства и за нея можем да съдим от Брижинските паметници (Фрайзингенските откъси) от 10-11 век.

### Втори период
150 – 200 години, ако не и повече, след заселването на алпийските славяни в днешните словенски земи започва втори период в развитието на езика на алпийските славяни. Започват да се извършват някои промени, които са израз на живите развойни тенденции, започнали още в праславянския език. Освен това влияние има и коренното население, асимилирано от алпийските славяни, но внесло в техния език някои особености от своите неславянски езици.
Сред новите явления, решително оказали влияние върху по-нататъшния развой на езика на алпийските славяни, е депалатализацията на вокалната и консонантната система, изиграла важна роля изобщо на цялата територия на южнославянските племена. Последиците от тази промяна са драстични – премахва се съществената разлика в изговора на съгласните пред предни и задни гласни (t’i: ta > ti/ta). Друга съществена промяна е съкращаване на праславянското дълго акутно ударение.
Около 8 век настъпват още две важни фонетични промени. Първата е метатезата на ликвидните съгласни tert, (t)ort, telt, (t)olt в trět, (t)rat, tlět, (t)lat. Другата е промяната на d’ в ĭ > j, характерна освен за алпийския славянски, също и за кайкавските и някои чакавски диалекти.
Малко по-късно настъпва още една промяна в алпийския славянски: първоначалното общославянско разпадане на ь и ъ на слаби и силни води до изчезване на слабите ерове през 9 век, като силните в алпийския славянски преминава в полугласния ə (=ъ). С този процес в алпийския славянски, както и в останалите славянски диалекти, започва да се появяват затворени срички и нови консонантни съчетания, които често са трудни или невъзможни за изговор. Поради това настъпват редица нови промени, особено за адаптация на консонантите чрез асимилация, редукция или чрез поява на секундарни полугласни, подобни на тези в съвременния словенски.
Твърде важна промяна от този период е изпадането на междувокалното праславянско ĭ, поради което се стига до контракция на вокали: aĭa > aa > ā, oĭe > oe > ě. Във връзка с вече споменатата депалатализация е сливането на y (=ы) и i в словенското i. Всички тези промени са характерни за езика на Брижинските паметници. По време на възникването им вокалната система на алпийския славянски включва вместо 11 само 9 гласни, между които и ə. На този етап в морфологията на алпийския славянски има по-малко промени, отколкото във фонетиката. Може би най-важна е генерализирането на мекото окончание ę във флексията на различни именни склонения, като замества и старото y (=ы). Други промени са: преходът на местоименното окончание -go в -ga под влияние на именната флексия; възникване на ново родително-винително окончание в единствено число мъжки род при имената, които означават живо същество; изгубване на окончание -tь в 3 лице единствено и множествено число в сегашно време на глаголите и др. В общи линии обаче морфологията през този период по своята основна характеристика е твърде подобна на праславянската.

### Трети период
Третият период в историята на словенския език обхваща времето между 11 и 13 век включително. В този период алпийският славянски се отделя толкова много от праславянското състояние, като вече се обособява в отделен език – словенския.
Особено важна за неговото развитие е тясната връзка между квантитет и оцветеност на вокалите, която се поражда в началото на този период и към края му се изразява в съвсем ново и рядко за славянските езици фонетично явление: дългите вокали, поради това че са дълги, се стесняват, като по-късно се дифтонгизират, а кратките, обратно, стават жертва на този развой на дългите и затова започват да отслабват артикулационно, както и да се съкращават квантитативно. До 11 век в алпийския славянски вече са настъпили и редица квантитативни промени във вокалната система, изключително важни за словенския език: съкращаване на всички неударени гласни (с изключение на сричките, непосредствено пред ударението) и удължаване на всички низходящи кратки вокали. По такъв начин, в началото на този период възникват две паралелни вокални системи, всяка от които включва 9 гласни звука, различаващи се помежду си само по отношение на квантитета – в едната група са дългите (ударени), а в другата – кратките (ударени или неударени) вокали.
Освен квантитативните промени във вокалната система на алпийския славянски, в началото на 11 век настъпват и две важни промени на местата на ударенията в думите: всички стари низходящи (дълги и кратки) ударения се преместват с една сричка към края на думата: zlâto > zlatô; òko > ôko > okô; от друга страна, ударението от кратките възходящи крайни срички се прехвърля на предходната дълга гласна: dūšà > dúša. И двете премествания на ударенията са много стари (на около 1000 години) и обхващат цялата словенска езикова територия.
През 12-13 век в словенския се извършват няколко промени, които довеждат до неговото диалектно разделяне. Първата е деназализацията на носовите гласни на част от словенската езикова територия (източна, южна и югозападна), най-вероятно под влияние на диалекти на юг от алпийските, като постепенно този процес се разширява, но не е завършил и до наши дни. Друго явление от този период, което чувствително нарушава единството на словенския език, е дифтонгизацията на дългия ě (ят) и на удълженото низходящо o: в северните и западните части на словенската езикова територия тези гласни преминават в ie, uo (lies, buos); в южните и източните части на словенската езикова територия – в eĭ, oŭ (leĭs, boŭs).
Вероятно от този период (ако не и от по-ранен) е и диференциацията в развоя на праславянското u, което в източната, южната и югозападната част на словенската езикова територия променя мястото си на артикулация и преминава през предноезично u към ü, а по-късно, в неударена позиция, дори в i. Тази промяна още повече задълбочава диалектната диференциация на словенския език.
Според сегашното състояние в словенските диалекти, се предполага че през този период на част от словенската езикова територия се лабиализира дългото a, което по-късно понякога преминава в широко или тясно o.
До 13 век алпийският славянски се оформя като обособен славянски език – словенския, с отделна фонетична структура и развойни тенденции, като едновременно се разпада поне на два основни словенски диалекта.
Към този период спадат и съществените промени в морфологията. Формират се 4 именни флексии, при което старите i- и u- корени на съществителните от мъжки род, както и консонантните корени на съществителните от мъжки и среден род, се включват според рода си в по-многобройното o- склонение за мъжки и среден род. При глаголите се формира и нова форма за сегашно време, като за 1 л. ед. ч. се генерализира основата за повечето други форми. Същевременно тематичните глаголи приемат окончание -m от атематичните (nes-o, nese-š → nese-m, nese-š). Формите от типа neso за 1 л. ед. ч. се запазват по-късно само при някои по-често използвани глаголи. Обратно, старата форма за 3 л. мн. ч. neso, vide и т.н. се запазва много по-дълго, като в много диалекти се използва и до днес.
През този период, поради контракцията на гласните и някои други промени, започва да замира именната флексия на прилагателните и за двете форми на прилагателните – определена и неопределена – да надделява съставното склонение, което се развива по специфичен словенски начин (dobrěga, dobrěmu и т.н.), където особено характерен е вторичния ят, развил се като характерна черта на новата флексия.
До този период словенският език вече е заел в своята лексика множество думи от съседни неславянски народи с по-развита култура, особено термини за нови предмети и понятия, като ги приспособява към своите фонетични възможности.

### Четвърти период
През периода от 14 до 16 век словенският език претърпява още дълбоки промени и се раздробява още повече в диалектно отношение. Всичко това е във връзка с тогавашната феодална и църковна раздробеност на словенските земи, която пречи за по-интензивни взаимоотношения между хората. По тази причина, езиковите явления, породени през този период, често не обхващат по-широки територии, освен онези явления, които все още са латентно общославянски. Особено характерни през този период са първите по-изразителни явления в развитието на кратките гласни, за които е характерна тенденцията към редукция. Така например краткият ě в част от словенската езикова територия преминава в i (sněga > sniga, krěpak > kripak), подобно се случва и с краткото i, което пред сонорни преминава в ə (hodił > hodeł = hodəł). Изгласното (краесловно) кратко -o преминава в -u (žito > žitu). От този период е познато и явлението вокална хармония, изразяващо се в това, че кратката гласна става много зависима от характера на дългата и ударената гласна. В този период неудареното a след мека съгласна понякога се асимилира в e (hiše), както и краткото ü < u се делабиализира в i.
През този период настъпват важни промени и в системата на дългите вокали. Дългият словенски полугласен, появил се около 11 век, едновременно с удължаването на всички кратки низходящи вокали, започва да се развива към пълен вокал и към 13 – 14 век се превръща в такъв. Обаче вокализацията не е еднаква по цялата словенска територия, а е разделена на две от диалектите: в цялата южна и западна част се променя в a, а в цялата северна и източна част – в e (məh > mâh: mêh). Малко по-късно същото се случва с удължения новоударен (акутен) полугласен, освен в крайните източни части на словенската езикова територия, където остава кратък и също се вокализира в e.
Към дотогавашните дълги ударени гласни се присъединява и групата на краткоакцентуираните вокали (стари и нови кратки акути), които приблизително от 14 век започват да се удължават в средата на думите, на по-голяма част от словенската езикова територия: br`ěza > brě´za, nèsəł > nésəł. Освен това дифтонгите eĭ и oŭ още през 14 век се монофтонгизират на част от словенската езикова територия: eĭ > e и oŭ > o/u, а на останалата част продължават да съществуват като дифтонги, но по-късно се диференцират в aĭ и aŭ.
Вокалното ł от периода на алпийския славянски по това време вече се развива в дългите срички през əł в oł, докато в кратките срички остава. Малко по-късно, в края на 16 век, паралелно с прехода ł > ŭ, oł преминава в oŭ, а краткото вокално ł в u. Този процес, обаче се извършва постепенно, по различно време в различните части на словенската езикова територия. През същия период в няколко области на словенската езикова територия настъпват още промени в ударението на думите: краткото низходящо ударение се прехвърля от крайната сричка на предходната кратка гласна (ženà > žéna, nogà > nóga). Сегашното състояние в словенските диалекти показва, че това преместване е било дълготраен процес, който на някои места завършва по-рано, на други – по-късно, като в някои словенски диалекти старото праславянско акцентно състояние се запазва и до днес.
През 16 век словенският език става книжовен език. Негов създател е гениалният доленец, протестантският духовник Примож Трубар. Той приема за основа на словенския книжовен език родния си доленски диалект, който познава най-добре и говори от дете. Понеже знае от собствен опит, че това е само един от многото словенски диалекти, който по някои особености се различава много от също така разпространения горенски диалект, който без съмнение също познавал, направил някои отстъпки, за да стане неговият книжовен език по-приемлив за по-широк кръг словенци. Едновременно с това книжовният език на Трубар показва и някои изразени и ясни особености, които изобщо не се срещат в говоримата реч дотогава, а са плод на негови лингвистични спекулации, особено избягването на всички дифтонги, чиято втора част е ĭ: aĭ, eĭ, uĭ. Явно е бил убеден, че всички тези дифтонги (напр. eĭ < ě) са преди всичко особеност на доленския диалект и трябва в интерес на общата приемливост на езика да бъдат избягвани.

### Пети период
През периода 17-20 век словенският език се развива вече до степента, позната по днешните живи диалекти. През този период се появяват много нови диалекти и говори. За тяхното формиране способстват промените във всички сфери на езика: фонетика, акцентология, морфология, синтаксис и лексикология. Тяхното развитие може би ускоряват най-вече бързото развитие, отслабването, редукцията и изгубването на кратките гласни, които се променят в много различни насоки, като темпът и обхватът на тези промени е много различен в различните области. Точно това и увеличава разликите между диалектите (и говорите) още повече. Вероятно през този период възникват т. нар. „акане“, „укане“ и „икане“, преходът на кратките i и u в ə и още много други явления в системата на словенските кратки гласни. Разбира се, в развоя си не изостава и системата на дългите вокали. Появяват се нови дифтонги, например вместо някогашните носовки: ę > ie/eĭ, ą > uo/oŭ, както и за удължените старо- и новоакутни вокали.
Също така вокали, върху които ударението преминава още през предишни периоди и които в праславянски са в предударена позиция, многократно се развиват в дифтонги: e > ĭe, o > ŭo и т.н. В някои райони такива дифтонги евентуално се диференцират: ĭe > ĭa, ŭo > ŭa, или отново се монофтонгизират: ŭo > o. Нещо подобно се случва и с oŭ < oł, който някъде се запазва, другаде се диференцира в aŭ, а на много места се монофтонгизира или в o или в u.
През този период настъпват големи промени и в консонантната система. От 17 век са: т. нар. „шуапане“ (ła > ŭa), диалектната палатализация на веларите, много разпространено явление в словенски и същевременно дълготраен процес, чийто развойни фази са запазени в днешните словенски диалекти.
Кога се извършва диалектната промяна ŭ > w > v е трудно да се каже, понеже и тази промяна е постепенен и дълготраен процес, подобен на ĭ > j в позиция пред гласна. Без съмнение обаче през този период тази промяна е завършена. Твърде стара е и т. нар. спирантизация: g > γ на част от словенската езикова територия. Обаче по-нататъшният развой γ > h > ø спада към този последен период, като продължава и до днес.
През този период се извършват и някои нови диалектни промени на мястото на ударението в думите, като например преместването на ударението от крайната сричка върху предударения полугласен (məglà > m`əgla), преместването на дългия циркумфлекс от последната на предходната сричка (okô > òko) което започва в различни части на словенската езикова територия и решително допринася за формиране на нови диалекти и говори.
От този период произтичат множество промени в морфологията, например маскулинизация и феминизация на среден род, пълно или частично изгубване на двойствено число в някои диалекти, унификация на именната флексия в множествено число, при което в склонението на чужди заемки се генерализират o-, a- и i-склоненията. На част от словенската езикова територия се запазва различието между имена в мъжки и среден род, от една страна, и женски род, от друга, което е характерно като цяло за архаичния в морфологично отношение словенски език.
През този период окончателно започва да надделява образуването на бъдеще време с помощния глагол bom + причастие на ł, докато през 16 век възможностите за това са повече.
За словенския език от този последен период е характерно голямото изобилие от диалекти и говори, а като книжовна форма едновременно са използвани четири негови форми: централна (горенско-доленска), корошка, щаерска и презмурска. Едва в средата на 19 век по-голямата част от словенците (с изключение на презмурците, включили се едва след I световна война, резийците и венецианците) се сдобиват със свой общ книжовен език, който такъв, какъвто е, представлява необходим компромис между множество хетерогенни съставки и всеки словенец трябва да го учи, за да може единният словенски книжовен език да обединява и съхранява културната и национална общност на словенците, въпреки силната диалектна разчлененост на словенската езикова територия.

## История на словенския книжовен език
Брижинските паметници (от края на 10 или началото на 11 век) отразяват първите промени в праславянския диалект на алпийските славяни, които по-късно го превръщат в самостоятелен славянски език, а именно d’ > ĭ > j, окончания за родителен падеж ед. ч. мъжки и среден род -ga, вместо -go, контрахирани притежателни прилагателни и т.н.
По-късните паметници, които датират чак от втората половина на 14 век отразяват основната диалектна диференциация на словенския език.
Целовският (Ратешкият) ръкопис (1362 – 1390) съдържа фонетични черти главно от горенската диалектна група: ě > e, ō > o, именителен падеж среден род на -o > -u и т.н. Ръкописът дава ссведения за редица архаични морфологични форми: 1 л. ед. ч. сегашно време на -o, наличие на аорист и т.н., но и за редица иновации: лично местоимение за 1 л. ед. ч. jast, предлог v > u и т.н. Налице е немско влияние в лексиката и синтаксиса.
Стишкият ръкопис (1428 – 1440) отразява фонетичните особености на доленската диалектна група: ō > u (buga), ě > eĭ (deilam). Морфологията показва повече нови черти (липса на аорист и т.н.). Има немско и чешко езиково влияние.
От втората половина на 15 век са запазени кратки текстове с юридическо съдържание (съдебни клетви). Оттогава е Старогорският ръкопис с духовно съдържание, чийто език съдържа елементи от различни диалекти, като преобладава горенският. Чедадският ръкопис (Венецианско-словенският ръкопис) (1497) с административно-църковен текст на терски диалект има известно влияние от хърватския чакавски.
През втората половина на 16 век разпространението на протестантството дава стимул за издигането на словенския до ранг на книжовен език. Появяват се първите печатни книги. Въпреки отдалечаването на книжовния език от говоримия поради нови процеси на фонетични промени в диалектите особено през 17 и 18 век, в произведенията на словенските книжовници все пак намира отражение развоят на звуковата, граматичната и лексикалната система на езика.
Основателят на словенския книжовен език, епископ Примож Трубар, развива своята преводаческа и издателска дейност в Тюбинген (Германия). Трубар издава Catechismus (1550), Abecedarium и Calendarium (1551), превод на Новия завет (1557 – 1560), псалтир (1566) и други религиозни книги – проповеди, Cerkovna ordninga (1563) и др. В основата на неговия език ляга говорът на Любляна и околностите ѝ, които се намират между доленския (роден на Трубар) и горенския. Езикът на Трубар е силно повлиян от немския език.
Последовател на Трубар е Юрий Далматин (1546 – 1589), който пише на по-чист словенски и усъвършенства правописа и издава първия пълен превод на словенски на Библията (1584).
В трудовете на Трубар и Далматин, както и на техните съратници Себастиян Крел, Адам Бохорич, Юрий Юричич и др. за по-малко от 50 години словенският книжовен език получава своите фонетични, морфологични, синтактични и словообразувателни особености и до голяма степен развива лексиката си. А. Бохорич му дава първото граматическо описание (1584), базирано на доста богат сравнителен славянски материал. Словното богатство на словенския намира отражение в речника на Хиеронимус Мегисер Dictionarium quatuor linguarum (1592), в регистъра към Библията на Далматин и в граматиката на Бохорич.
Католическата реакция слага край на този бурен разцвет на протестантската литература и на словенския книжовен език. През 17 век книжовната продукция е бедна, протестантската литература – преследвана, в употреба е само Библията на Далматин. Поради напредъка на новата вокална редукция в диалектите и поради отслабването на връзките между книжовниците, се разрушава относителното единство на езика и правописа, постигнато през 16 век. През 17 век в книжовна употреба са доленският, горенският, щаерският, презмурският и пърлешкият диалект. Разединението нараства през 18 век – създават се истински регионални книжовни езици: Янез Светокрижки следва протестантската традиция, Йерней Басар пише на горенски и т.н. Все повече се пренебрегват и правописните традиции, дори и в централните области. Книжовната дейност на Томаж Хрен, Матия Кастелец, Марко Похлин и др. има почти изключително религиозен характер. Излизат и някои граматични трудове – на Похлин, Ожбалт Гутсман, Юрий Зеленко, изработват се речници – Кастелец, Похлин, отец Хиполит (1684 – 1722) и др., повечето от които остават в ръкопис.
През втората половина на 18 век се заражда тенденция към ново единство и към очистване на книжовния език, за което спомага обръщането към традициите на 16 век. В областта на вокализма все повече надделяват горенските диалектни черти. Най-големи заслуги за постигането на общонароден славянски характер на езика имат Валентин Водник, Йожеф Шкринар и Антон Томаж Линхарт, а на графиката и правописа – Юрий Япель и Гутсман. В това отношение изиграва значителна роля и създаването на периодичен печат с издаването на Люблянске новице от Валентин Водник. Поставя се началотона някои литературни жанрове като драма (А. Линхарт) и поезия (В. Водник, кръжокът на М. Похлин). На границата между 18 и 19 век книнжовният език в централните области вече е установен в морфологично, лексикално и графично отношение. Той бива кодифициран от граматиките на Бартоломей (Йерней) Копитар (1808) и на В. Водник (1812). Очистването му от чуждоезични елементи в синтаксиса и лексиката се издига на нова степен от реформатора на словенската проза Матеуж Равникар през второто десетилетие на 19 век. Този език бива приет и в Приморието.
Развитието към единство обаче не е праволинейно. Източнощтаерският тип книжовен език намира теоретичен израз в граматиката на Петер Дайнко. Станко Враз се бори за възприемане на щаерско-корошки черти в централния книжовен език, а по-късно – за заместване на книжовния словенски език с илирийски (хърватски). Граматиката и азбуката на Петер Метелко предизвикват разцепление между книжовниците. През 30-те години на 19 век се води истинска борба около графичната система и илиризма, който претърпява неуспех. Въпреки това към средата на века бива възприета илирийската графична система, т. нар. „гайчица“ (съвременната словенска азбука). Някои писатели продължават опитите си да сближат книжовния език с хърватския. От друга страна, редица книжовници успяват да наложат замяна на някои традиционни форми с по-архаични, които сближават словенския език с другите славянски езици: de с da; per с pri; lepe mesta с lepa mesta; lepiga, lepimu, lepim с lepega, lepemu, lepem; bratam, bratama с bratom, bratoma и т.н.
Особено големи заслуги за правилното развитие, очистване и обогатяване на словенския книжовен език, както и в борбата против прекомерните усилия за славянизиране имат Фран Левстик, Йосип Стритар, Франц Миклошич, Станислав Шкрабец, а също и Янез Блайвайс с редактираното от него списание „Novice“ (новини). Словенският книжовен език достига значително единство в края на 70-те години на 19 век. Правоговорът му става обект на специална студия на С. Шкрабец (1870). Неговите възгледи се реализират в капиталния Словенско-немски речник (1883 – 1895) на Макс Плетершник и в граматиките на Антон Брезник. През втората половина на 19 век словенският постепенно се издига на висотата на всички функции, които трябва да изпълнява един на пълно развит книжовен език.